# Weiherbach (Talbach)
Der Weiherbach ist ein rund anderthalb Kilometer langer Bach beim Dorf Menningen der Kleinstadt Meßkirch im Landkreis Sigmaringen im südlichen Baden-Württemberg, der etwa einen Viertelkilometer nordöstlich des Dorfrandes von links und Nordosten in den im Dorf der Ablach zulaufenden Talbach mündet.

## Geographie

### Verlauf
Der Weiherbach entspringt etwa anderthalb Kilometer nordöstlich des Meßkircher Dorfes Menningen jenseits des Bol an einem heckenbestandenen Feldweg in der Geländemulde der Stockäcker auf etwa 643 m ü. NN. Schon nach hundert Metern auf Nordwestlauf durchfließt der Bach eine Teichkette, auf dem insgesamt recht genau einen Viertelkreisbogen schlagenden Lauf folgen noch zweimal Teichgruppen. Kurz nach dem nördlichsten Punkt des Laufs mündet, von Nordosten aus einer Waldmulde vor dem Haselberg kommend, ein etwa ebenso langer und ebenso einzugsgebietsreicher rechter Oberlauf gegenüber den Lochäckern zu. Auf dem folgenden Unterlauf weitet sich die Talaue stark aus, etwa 250 Meter nordöstlich läuft der Weiherbach dann in den von rechts kommenden Talbach mit sehr viel längerem Lauf und bedeutenderem Einzugsgebiet ein, der aber bedeutende Wassermenge durch Versickerung verliert. Der vereinte Bach jedenfalls fließt in Zulaufrichtung des Weiherbachs weiter und mündet bald in Menningen in die Ablach.

### Einzugsgebiet
Der Weiherbach hat ein Einzugsgebiet von etwa 2,1 km². Seine Kontur ist ungefähr ein an den Ecken abgestumpftes, nordwärts gerichtetes gleichschenkliges Dreieck. Die Wasserscheide im Norden liegt durchweg über 650 m ü. NN und erreicht am Nordosteck auf der Kuppe des Haselbergs 665 m ü. NN; jenseits entwässert der Riedbach über den Stelzenbach zur Donau. An der Ostnordostgrenze des Gebietes wird noch einmal 665 m ü. NN erreicht und zuletzt auf der Haselgasse sogar ca. 668 m ü. NN; hinter dem Kamm laufen hier keine bedeutenden Zuflüsse zur Ablach. Die südliche Wasserscheide läuft gegen diese über die Kammlinie des Bol und erhebt sich bis zu etwa 663 m ü. NN, auch hinter ihr gibt es keine bedeutenden unmittelbaren Konkurrenten. Die westnordwestliche schließlich trennt vom Einzugsgebiet des Krebsbachs, der in nahem Südlauf wenig oberhalb dem Talbuch zustrebt; sie steigt auf ihr von den etwa 601 m ü. NN an der Mündung des Weiherbachs in Richtung auf eine Kuppe im Kreuthau bis auf etwas über 660 m ü. NN.
Knapp die Hälfte des Einzugsgebietes ist bewaldet, ganz überwiegend steht der Wald im Nordosten. Die Talmulde nehmen meist Wiesen ein, darüber liegen überwiegend Äcker in der offenen Flur. Ausgenommen nur knapp 135 ha im Flurgewann Haselgasse östlich der Quelle auf der Gemarkung von Göggingen in der Gemeinde Krauchenwies gehört das ganze Einzugsgebiet zur Menninger Gemarkung von Meßkirch. Es ist nirgends besiedelt.

### Zuflüsse und Stillgewässer
Hierarchische Liste der Zuflüsse, jeweils von der Quelle zur Mündung unter dem Vorfluter. Länge, Seefläche, Einzugsgebiet und Höhe in der Regel nach Daten- und Kartendienst der Landesanstalt für Umwelt Baden-Württemberg (LUBW) (Hinweise). Andere Quellen sind vermerkt.
Quelle des Weiherbachs etwa 1,4 km nordöstlich von Menningen an der feuchten Mulde der Stockäcker an einem Feldweg über den Hangfuß des Bol auf ca. 643 m ü. NN. Der Bach läuft hier ab erreichter Muldenmitte nordwestlich und vollführt auf seinem gesamten Lauf einen recht exakten nördlichen Linksbogen von recht genau 90°.
- Durchläuft auf ca. 640 – 630 m ü. NN hundert Meter nach der Quelle eine Teichkette in den Stockäckern, zusammen über 0,2 ha.
- Speist auf ca. 620 m ü. NN drei Kleinteiche rechts am Lauf in einer bachquerenden Waldzunge aus dem Waldgewann Hohenbuchen heraus, zusammen unter 0,1 ha.
- Speist auf ca. 615 m ü. NN zwei Teiche rechts am Lauf, zusammen unter 0,1 ha.[5]
- Anderer Quellast, von rechts und Nordosten auf knapp 610 m ü. NN aus den Stockwiesen, ca. 0,8 km[6] und ca. 0,9 km². (Der Hauptzweig des Weihersbachs ist hier ca. 0,8 km[6] lang und hat ein Einzugsgebiet von ca. 0,9 km².) Entsteht aus mehreren Quellen am Südwesthang des Hasselbergs auf bis zu 650 m ü. NN.
  - Intermittierender Zufluss, von rechts und Nordnordwesten auf etwa 618 m ü. NN aus den Stockwiesen, ca. 0,9 km und ca. 0,3 km². Entsteht an einem Waldweg in einem Geländesattel zwischen Junkersbuchen im Osten und Greuthau im Westen auf ca. 658 m ü. NN.
  -  Durchläuft auf unter 615 m ü. NN einen Teich vor der Südwestspitze des Waldgewanns Hohenbuchen, deutlich unter 0,1 ha.

Mündung des Weiherbachs von links und zuletzt Nordosten auf etwa 601 m ü. NN etwa einen Viertelkilometer nordöstlich der Ortsgrenze von Menningen in den unteren Talbach, der hier in die Laufrichtung des Weiherbachs abknickt. Der Weiherbach ist 1,4 km lang und hat ein Einzugsgebiet von 2,1 km².